# گوازوو (استان اشوی‌داشکسیه)
گوازوو (به لهستانی: Głazów) یک منطقهٔ مسکونی در لهستان است که در گمینا اوبرازوو واقع شده‌است. گوازوو ۴۴۰ نفر جمعیت دارد.